# Podolino (obwód moskiewski)
Podolino (ros. Подолино) – wieś (dieriewnia) w Rosji, w obwodzie moskiewskim, w okręgu miejskim Chimków. W 2021 liczyła 3410 mieszkańców.